# Денізлі (провінція)
Денізлі́ (тур. Denizli) — провінція в Туреччині, розташована в Егейському регіоні. Столиця — Денізлі.

## Географія
Провінція Денізлі межує з провінціями: Маніса і Айдин на заході, Мугла на півдні, Бурдур і  Афьонкарахісар на сході, Кютах'я на півночі.

## Визначні пам'ятки

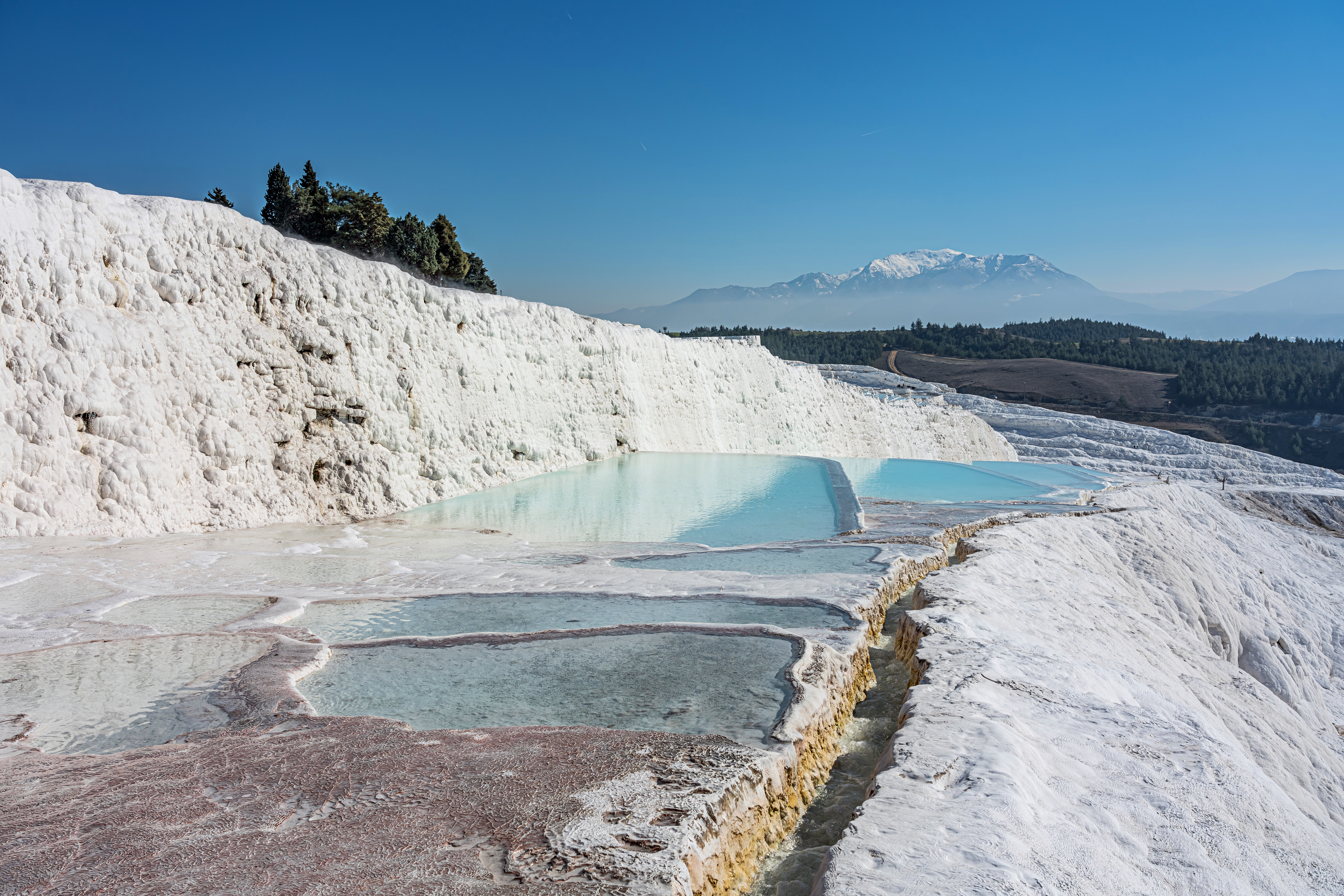
Памуккалє

- Памуккалє і Ієраполіс – об'єкт Світової спадщини ЮНЕСКО
- руїни міста Лаодікія

| Туреччина | Це незавершена стаття з географії Туреччини. Ви можете допомогти проєкту, виправивши або дописавши її. |